# أورسولا ماير
أورسولا ماير (بالفرنسية: Ursula Meier) (مواليد 24 يونيو 1971 في بيزنسون)، مخرجة وكاتبة سيناريو فرنسية سويسرية. فازت بجائزة أفضل إخراج من مهرجان الفيلم الفرانكوفوني عن فيلمها الأول منزل في عام 2008، كما ترشحت عنه أيضًا لجائزة أفضل عمل أول في جائزة سيزار.

## وصلات خارجية
- أورسولا ماير على موقع IMDb (الإنجليزية)
- أورسولا ماير على موقع مونزينجر (الألمانية)
- أورسولا ماير على موقع قاعدة بيانات الأفلام العربية
- أورسولا ماير على موقع ألو سيني (الفرنسية)
- أورسولا ماير على موقع أول موفي (الإنجليزية)
- أورسولا ماير على موقع قاعدة بيانات الأفلام السويدية (السويدية)
- أورسولا ماير على موقع قاعدة بيانات الفيلم (الإنجليزية)
- أورسولا ماير على موقع كينوبويسك (الروسية)